# Immigrazione corsa a Portorico

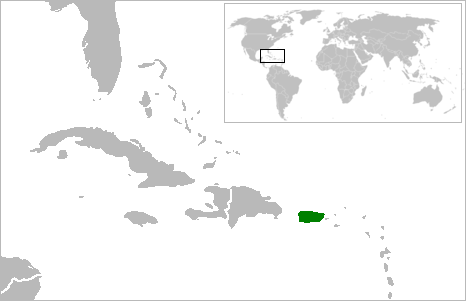
Localizzazione dell'isola di Porto Rico (verde)

L'immigrazione corsa a Porto Rico (o Portorico) si verificò alla metà del XIX secolo per via di diversi fattori; tra questi vi furono i cambiamenti socio-economici avvenuti in Europa a seguito della seconda rivoluzione industriale, lo scontento politico diffuso, il fallimento del raccolto a causa di lunghi periodi di siccità e le malattie delle colture. Un altro fattore influente fu la perdita, da parte della Spagna, della maggior parte dei suoi possedimenti nel cosiddetto "Nuovo Mondo" e il suo timore circa la possibilità di una ribellione nei suoi ultimi due possessi dei Caraibi: Porto Rico e Cuba. Di conseguenza la Corona spagnola emise il decreto reale Real Cédula de Gracias, che favoriva e incoraggiava l'immigrazione di cattolici europei, anche non di origine spagnola, nelle sue colonie caraibiche.
La situazione e le opportunità offerte, oltre alla geografia simile delle due isole, resero possibile l'immigrazione di centinaia di famiglie dalla Corsica a Porto Rico. I còrsi e i loro discendenti hanno svolto un ruolo fondamentale nello sviluppo dell'economia dell'isola, in particolare nel settore del caffè.

## Storia

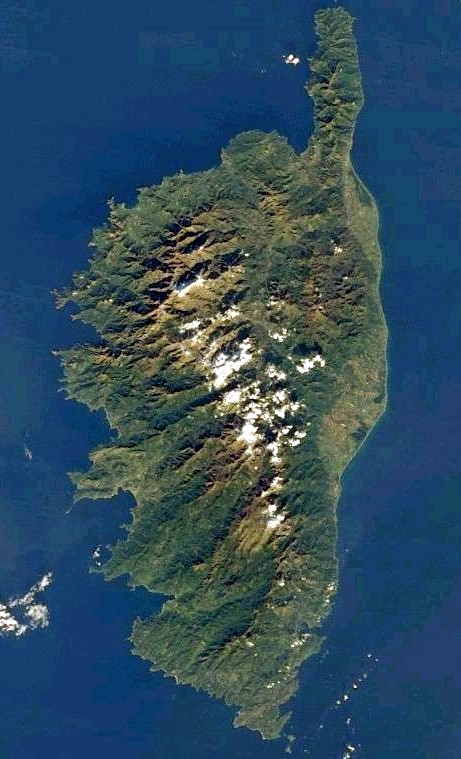
La Corsica

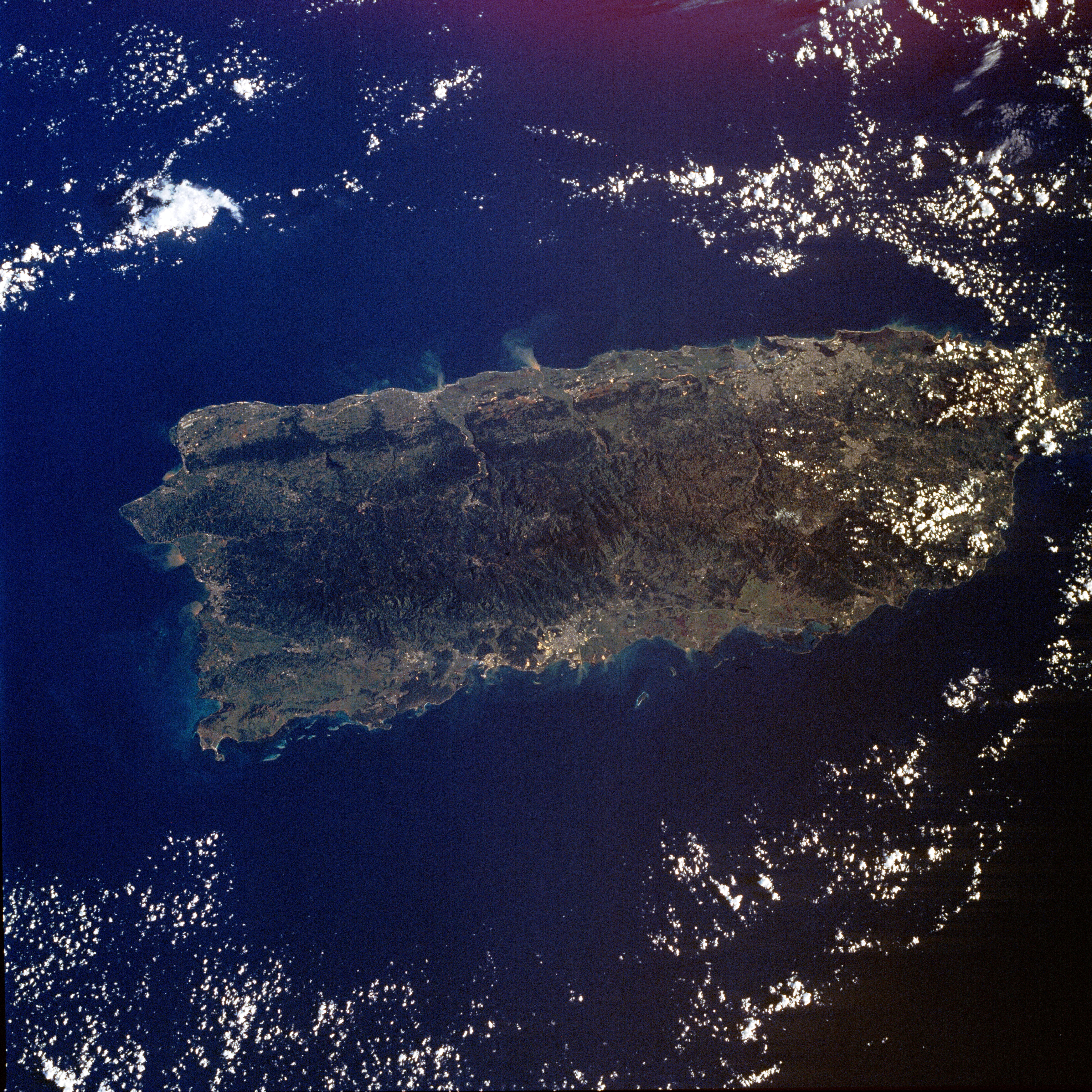
Porto Rico

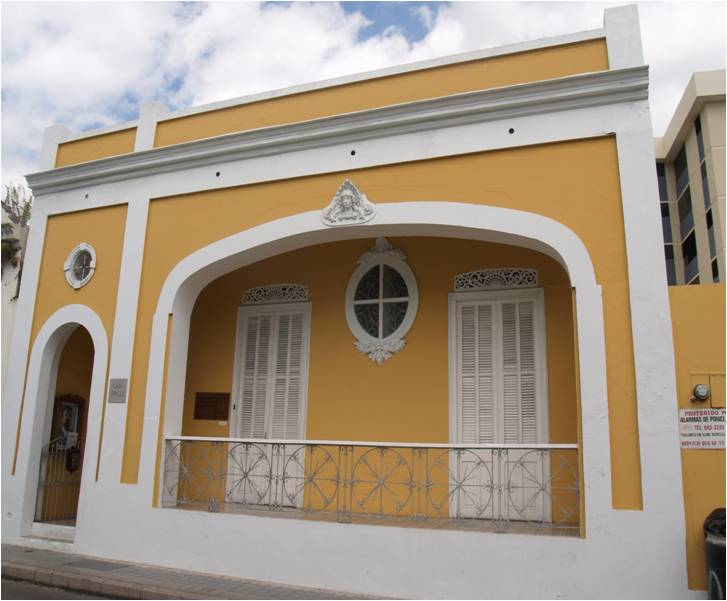
Casa Paoli

### Il primo immigrato còrso documentato a Portorico
Giovanni Maria Fantauzzi è stato il primo caso documentato di còrso emigrato a Porto Rico. Nacque nel 1734 a Morsiglia nella penisola di Capo Corso. Giunse in quella che oggi è Aguadilla, nel 1760. Sposò Josefa Martinez. I due ebbero due figli: Francisco e Juan Maria Fantauzzi. Morì il 5 novembre 1798. Grazie al suo certificato di morte, è stato possibile confermare la sua origine còrsa.

### L'influenza nell'industria del caffè
Centinaia di còrsi emigrarono a Porto Rico assieme alle loro famiglie fin dal 1830; il loro numero raggiunse un picco nel 1900. I primi coloni spagnoli si stabilirono soprattutto nelle zone costiere; i còrsi tendevano invece a stabilirsi nella regione sud-occidentale e montagnosa dell'isola, in particolare nelle città di Adjuntas, Lares, Utuado, Ponce, Coamo, Yauco, Guayanilla, e Guánica. Tuttavia, è stata Yauco, con la sua ricca zona agricola, ad aver attirato la maggior parte degli immigrati dalla Corsica. Le tre principali colture a Yauco erano il caffè, la canna da zucchero e il tabacco. I nuovi coloni si dedicarono alla coltivazione di queste colture ed in breve periodo alcuni di loro possedevano e gestivano propri negozi di alimentari. Tuttavia fu la coltivazione del caffè a dare i migliori risultati. La coltivazione di caffè a Yauco iniziò nei settori Rancheras e Diego Hernandez e successivamente si estese ai settori di Aguas Blancas, Frailes e Rubias. Nel 1860 i coloni còrsi erano diventati i leader del settore del caffè a Porto Rico e sette su dieci piantagioni di caffè erano di proprietà di còrsi.
La famiglia Mariani di Yauco decise di concentrarsi su due linee d'azione per rafforzare la propria posizione nel settore del caffè. In primo luogo, una sgranatrice di cotone fu trasformata in una macchina per la sbucciatura ciliegie di caffè. In secondo luogo, inviarono due di loro, in qualità di rappresentanti, a visitare i più importanti centri europei di acquisto del caffè. La visita in Europa fu un successo e, quindi, Porto Rico divenne una parte importante del settore del caffè in tutto il mondo. 
I discendenti dei coloni còrsi sono divenuti influenti anche nei settori dell'istruzione, della letteratura, del giornalismo e della politica. Lo storico e colonnello Héctor A. Negroni (USAF, in pensione), ha svolto delle ricerche sull'argomento, fornendo una grande ricchezza di informazioni sui legami tra le due isole. Oggi la città di Yauco è conosciuta sia come la "città còrsa" sia come la "città del caffè". Un memoriale a Yauco recita la scritta: "Alla memoria dei nostri cittadini di origine còrsa, Francia, che nel XIX secolo si radicarono nel nostro villaggio e che hanno arricchito la nostra cultura con le loro tradizioni e aiutato i nostri progressi con la loro dedizione al lavoro - il comune di Yauco rende loro omaggio. " 
L'elemento còrso a Porto Rico è ancora oggi molto evidente. Cognomi originari della Corsica, come Paoli, Negroni e Fraticelli sono piuttosto comuni.